# 1918 Aiguillon
1918 Aiguillon је астероид главног астероидног појаса са средњом удаљеношћу од Сунца која износи 3,194 астрономских јединица (АЈ).
Апсолутна магнитуда астероида је 11,6.